# Bahnbetriebswerk Hamburg-Altona
Koordinaten: 53° 33′ 41,1″ N, 9° 56′ 3,7″ O

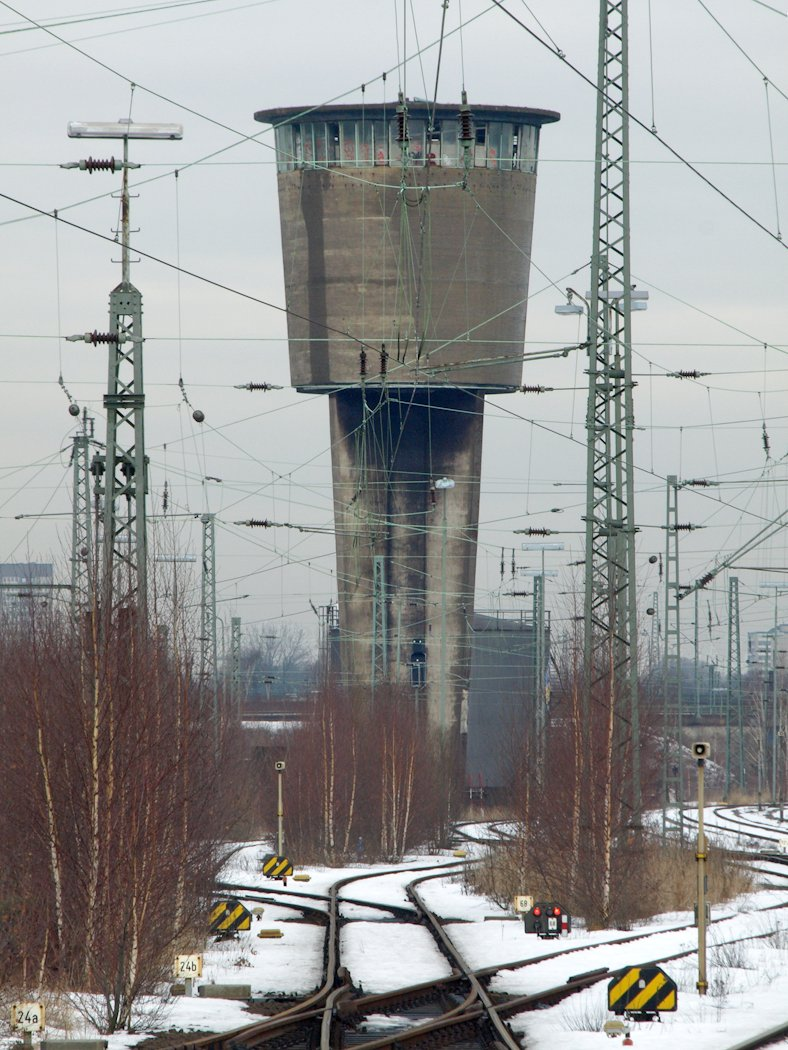
Bahnwasserturm Altona auf dem Gelände des ehemaligen Betriebswerkes

Das Bahnbetriebswerk Hamburg-Altona (abgekürzt: Bw Hmb-Altona) bestand von 1895 bis 1982 und befand sich im Stadtteil Hamburg-Altona-Nord. Es lag westlich der Harkortstraße (früher Rainweg) und direkt anschließend an den südlich gelegenen Kopfbahnhof Hamburg-Altona.
Das Bahnbetriebswerk wurde ab 1890 von den Preußischen Staatseisenbahnen bzw. deren Königlich Preußischer Eisenbahndirektion Altona (ab 1922 RBD Altona – Reichsbahndirektion) beim Umbau der Bahnhofsanlagen in der damals selbstständigen Stadt Altona/Elbe erstellt. Nachdem die Stadt Altona 1937 durch das Groß-Hamburg-Gesetz Teil des Landes Hamburg wurde, änderte sich der Name in RBD Hamburg. Diese ging 1949 in der Bundesbahndirektion Hamburg auf.

## Vorgeschichte
Das spätere Bw Hamburg-Altona ging aus der Erweiterung und Verlegung der Endstation Altona der Altona-Kieler Eisenbahn ab 1890 hervor. Im Jahr 1844 war in der damals dänischen Stadt Altona der Endbahnhof einer Strecke über Neumünster nach Kiel nahe dem Elbufer errichtet worden. Das zugehörige Bahnbetriebswerk, in dem die Dampflokomotiven gewartet und mit Betriebsstoffen ausgerüstet wurden, lag nördlich davon, etwa in Höhe des heutigen Altonaer Theaters. Es war für die damaligen Zeiten großzügig dimensioniert und wurde rasch stark frequentiert. Da die östlich liegende Stadt Altona und das im Westen angrenzende Ottensen damals stark wuchsen, war das zunächst auf Wiesen und Weiden errichtete Bw rasch von Wohn- und Industriebauten umstanden und konnte nicht mehr vergrößert werden.
Mit dem Ende des Deutsch-Dänischen Krieges gingen 1864 die Stadt Altona und die Herzogtümer Schleswig, Holstein und Lauenburg zunächst in gemeinsame Verwaltung der beiden Siegermächte Preußen und Österreich über; 1866 wurden sie Teil des Königreiches Preußen. Der Bau der Verbindungsbahn (1866), der die Bahnhöfe der Stadt Hamburg mit der Strecke nach Kiel verband, sowie der Bau der Zweigbahn nach Blankenese (heute Teil der S-Bahnstrecke S1) im Jahr 1867 brachten weiteren Verkehr in den Bahnhof an der Palmaille. Zu Beginn der 1880er Jahre wurden die preußischen Eisenbahnen verstaatlicht; die Verwaltung Altonas und der umliegenden Strecken übernahm die 1884 gegründete Königlich Preußische Eisenbahndirektion Altona. Ab 1890 wurden Planungen zur Verlegung und Vergrößerung der Station gemacht. Sie sahen eine Verlegung der Station etwa 500 Meter nach Norden an die heutige Stelle vor. Zugleich sollten die bestehenden Güteranlagen erheblich erweitert und ein neues Bahnbetriebswerk errichtet werden.
Im Zuge dieser Planungen wurde die Verbindungsbahn vom Straßenniveau auf einen Bahndamm verlegt, im Bereich Altona der Verlauf entlang der Zollgrenze zwischen Altona und Ottensen aufgegeben und dort die Herderstraße, heute die Haubachstraße, angelegt. Die neue Bahntrasse führte etwas weiter nach Norden, überquerte die Strecke nach Kiel und führte in einem weiten Bogen zum neuen Stationsgebäude von Altona. Die weitläufige Streckenführung war möglich, weil an dieser Stelle keine städtische Bebauung existierte und Wiesen und Felder das Weichbild bestimmten. Im Bereich östlich der Strecke nach Kiel entstand der Güterbahnhof Altona; im westlichen Bereich bis zum Bogen der Verbindungsbahn wurde das neue Bahnbetriebswerk Altona errichtet. Mit der Eröffnung im Jahr 1895 wurden die ursprünglichen Anlagen des Bahnhofs und des Bws stillgelegt. Das aufgegebene Areal wurde, zusammen mit dem zuvor durch Bahngleise belegten Landstreifen, für die Schaffung eines repräsentativen Parks mit repräsentativer Randbebauung genutzt; das vormalige Empfangsgebäude nach Umbauten als Rathaus für Altona eingerichtet.

## Das Bw Altona ab 1895
Von der Eröffnung im Jahr 1895 an war Hamburg-Altona eines der größten Bahnbetriebswerke im Deutschen Reich. Es war mit einem 57-ständigen Doppel-Ringlokschuppen (23 plus 34 Plätze) mit zwei 16,50-Meter-Drehscheiben ausgestattet, der direkt an den Bogen der Verbindungsbahn gebaut worden war. Zusätzlich gab es mehrere kleine Rechteck-Lokschuppen. 1899 ratifizierte das preußische Parlament die Pläne zur Schaffung eines zentralen Hamburger Hauptbahnhofs, der 1906 in Betrieb genommen wurde. Da der Platz dort für die Schaffung eines eigenen Bahnbetriebswerkes für die Fernzug-Lokomotiven nicht ausreichte, übernahm das Bw Altona auch die Versorgung dieser Lokomotiven. Eine 12-Meter-Drehscheibe, die kurze Maschinen für den Vorort-Betrieb auf einen vierständigen Lokschuppen verteilte, lag im Gleisdreieck der Vorortbahn nach Blankenese und der Verbindungsbahn. Bei der Aufnahme des elektrischen Vorortverkehrs 1908 wurden Schuppen, Scheibe und Behandlungsanlagen überflüssig und abgerissen. Eine vierte Drehscheibe befand sich im mittleren Bahnhofsvorfeld, zwischen dem großen Ringlokschuppen im Westen und der Ortsgüteranlage im Osten. Sie stammte noch aus der Zeit der Altona-Kieler Eisenbahn, versorgte einen 16-ständigen Ringlokschuppen, in dem Lokomotiven für den Verschiebedienst und die Hafenbahn stationiert waren und musste Ende der 1920er Jahre der Erweiterung der Güterhallen weichen. Die Bekohlung der Lokomotiven wurde zunächst, wie damals üblich, händisch vorgenommen: im Kohlenbunker wurden Weidenkörbe mit Kohlen gefüllt, die von Arbeitern an die Lokomotiven getragen und von einer 1,10 m hohen Bühne neben dem Versorgungsgleis in die Tender geschüttet wurden. Die Entfernung der Schlacke und das Leeren der Rauchkammer waren ebenfalls rein händische Arbeiten. Diese Stoffe mussten zudem aus dem Gleisbereich abgefahren und mit Güterwagen abtransportiert werden. Auch dies wurde ursprünglich ausschließlich in Handarbeit durchgeführt.
Erste große technische Verbesserungen wurden um 1911 vorgenommen. Dabei ging es vor allem um die Beschleunigung der Lokbehandlung, also der Bekohlung und der Besandung sowie des Entfernens der Schlacke. Hierfür wurde, zum ersten Mal in deutschen Bahnbetriebswerken, auf die Erfahrungen aus amerikanischen Betriebswerken für Großlokomotiven, insbesondere auf die Anlagen des Bw McKees Rocks der Pittsburgh and Lake Erie Railroad, zurückgegriffen und statt der bis dahin genutzten ebenerdigen, händisch betriebenen Bekohlungs- und Entschlackungsanlagen mechanisch beschickte Hochbunker und Verladeanlagen für die Schlacke-Entsorgung in die Güterwagen errichtet. Diese Bauweise bewährte sich und wurde in der Folge bis zum Beginn des Zweiten Weltkrieges in den meisten Groß-Bws der Reichsbahn eingeführt. Um 1924 wurden allerdings die Verladeanlagen der Entschlackung erneut umgebaut; es entstanden zwei Gruben, in die die Schlacke entleert und mit Wasser gelöscht wurde. Die Grube wurde bei Bedarf mit einem fahrbaren Portalkran in bereitgestellte Güterwagen entleert.
Das Bw Altona beheimatete zunächst Preußische G 3, Preußische G 4.2 und Preußische T 3, nach 1920 versuchsweise BR 04. Für den Fernschnellzug FD 25/26 renommierte das Bw mit BR 05.
Zwei Besonderheiten seien erwähnt: zum einen wurden aufgrund der Lage des Bw im Kopfbahnhof Hamburg Altona die Schlepptenderlokomotiven in der Regel rückwärts in das Bw hinein- und hinausgefahren: die Lage der Bahnsteiggleise ließ keine andere Fahrtrichtung zu, da Dampfloks mit Schlepptender nur in Vorwärtsfahrt hohe Geschwindigkeiten vor ihren Zügen erreichten. Zum anderen wurden die Maschinen, entgegen der üblichen Reihenfolge, zunächst entschlackt und erst dann frisch bekohlt, bevor die Maschinen abgestellt wurden. Das Schlackeziehen, also das Entfernen der Asche und der Verbrennungsrückstände aus dem Kessel und der Rauchkammer, ging mit dem Entfernen des Hauptfeuers einher, das benötigt wurde, um die Maschinen anzutreiben. Stattdessen wurde nur ein Ruhefeuer im Kessel angelegt, das auch während der Abstellzeit im Schuppen betrieben wurde und verhinderte, dass die Maschine völlig auskühlte und zum Anheizen vor dem nächsten Einsatz übermäßig viel Zeit benötigte. Deswegen wurde im Normalfall das Schlackeziehen als letzter Arbeitsgang vor dem Abstellen vorgenommen. Warum dies in Altona anders gehalten wurde, ist nicht überliefert.
Nach dem Übergang der damaligen Länderbahnen auf das Deutsche Reich ab dem 30. April 1920 und dem Erlass des Groß-Hamburg-Gesetzes am 1. April 1937 wurde das BW Altona der Reichsbahndirektion Hamburg zugeordnet.

### Die Doppel-Drehscheibe
Eine weitere bauliche Besonderheit war die Doppel-Drehscheibe, die es in dieser Form in Deutschland nur in Hamburg-Altona gab.
In der Anfangszeit der Eisenbahnen waren Lokomotiven relativ kurz und konnten auf mit Muskelkraft betriebenen Drehscheiben gewendet werden. Mit der Einführung genormter Maschinen wurden die Lokomotiven aber auch leistungsstärker – und länger. So mussten auch die Drehscheiben wachsen. Eine erste Längenstandardisierung für Drehscheiben der Preußischen Staatsbahn ist von 1889 bekannt: Mit der Einführung der Baureihe S 1 wurde die benötigte Drehscheibenlänge auf 14,07 m festgelegt. Bereits 1892, bei Einführung der Baureihe S 3, wurde der Standard auf 16,14 m erweitert; 1895, bei der Eröffnung des Bw Altona, lag der Standard bei 16,50 m.
Die spätere Doppeldrehscheibe bestand 1895 aus zwei solcher Drehscheiben, die den sie fast vollständig umschließenden Ringlokschuppen versorgten. Da die Lokomotiven aber weiter an Länge zunahmen und Altona als Schnellzug-Bw auch lange Schnellzuglokomotiven drehen können musste, wurde eine Erweiterung der Drehscheiben zwingend notwendig. Nach der Inbetriebnahme des Hauptbahnhofes und der damit verbundenen Zunahme an zu versorgenden Lokomotiven in Altona ließ sich ein Umbau nicht mehr vermeiden. 1907 wurden deswegen die westliche Drehscheibe auf 18,20 m Bühnenlänge erweitert, die östliche auf den seit 1906 gültigen Standard von 20 m. Die unterschiedliche Länge vermied die Notwendigkeit, beide Gruben ineinander übergehen zu lassen, denn da der Rundlokschuppen beide Drehscheiben umfasste und die baulichen Gegebenheiten – der Bahndamm im Norden und Westen, die Hauptstrecke und die Ortsgüteranlage im Osten, die um die Bahnanlagen herum gewachsene Stadt – keine Veränderung des Schuppens gestatteten, mussten die Zentren der Drehscheiben beibehalten werden. Mit dem weiteren Anstieg der Lokomotivlängen und der Stationierung hochwertiger Schnellzuglokomotiven in Altona musste 1927 aber auch diese Lösung aufgegeben werden. Beide Bühnen wurden auf 23 Meter verlängert, die Gruben mussten in der Mitte überlappen. In dieser Form blieben die Drehscheiben bis zum Abriss der Bühnen um das Jahr 2000 bestehen.
Eine Wechselschaltung sorgte dafür, dass immer nur eine der beiden Bühnen bewegt werden konnte, um eine Kollision zu vermeiden. Die Gefahr, dass Lokomotiven in die Grube rollten, ließ sich dagegen nicht vermeiden und wurde mehrfach Realität. Falls dann ein Kran benötigt wurde, um die verunglückte Maschine zu bergen, musste einer aus dem mehrere Stunden entfernten Bw Oldenburg herangebracht werden, da kein eigener Kran in Altona und Umgebung zur Verfügung stand. In der Zwischenzeit war der Zugang zum großen Lokschuppen für ankommende und abfahrende Lokomotiven blockiert. Oft genügte es aber, mit einer oder zwei der ebenfalls in Altona stationierten Rangierlokomotiven den Havaristen aus der Grube zu ziehen.

### Schnelltriebwagen-Einsatz
Mit der Einführung der Triebwagen-Schnellverkehre, zunächst zwischen Hamburg und Berlin, wurden Wartungsmöglichkeiten für die Dieseltriebwagen notwendig. Dies führte 1931/32 zur Errichtung einer Werkhalle mit Untersuchungsgruben und großem Portalkran, damit die schweren Dieselmotoren, die damals direkt in den Drehgestellen montiert waren, ein- und ausgebaut werden konnten. Die Halle lag, ebenso wie ihre nach dem Zweiten Weltkrieg errichteten Nachfolgebauten, westlich der Dampflok-Behandlungsgleise und östlich des Streckengleises nach Kiel etwa auf Höhe des Gleisdreiecks mit dem Abzweig nach Blankenese. Ab 1932 wurde hier der „Fliegender Hamburger“ genannte Triebwagen SVT 877 gewartet, ab 1939 war er hier beheimatet. Schon im Jahr 1935 war ein anderer Schnelltriebwagen, der SVT 137 228, hier beheimatet worden; weitere Triebwagen für die Verbindungen nach Dresden, Frankfurt und Berlin folgten. Mit Ausbruch des Krieges wurden diese Verkehre aber eingestellt und die Triebwagen an sicheren Orten untergestellt oder für Fahrten der Wehrmacht genutzt.

### Einwirkungen des Zweiten Weltkriegs
Bei den Luftangriffen auf Hamburg im Zweiten Weltkrieg wurde das Bw nur gering beschädigt. Allerdings wurden die beiden Wassertürme getroffen; der östliche der beiden Türme, 1893 errichtet, wurde mit einer Holzkonstruktion provisorisch als Behelfswasserturm instand gesetzt, der westliche von 1895 konnte mit geringem Aufwand wieder betriebsbereit gemacht werden. Beide Türme standen zwischen dem großen Rundschuppen und dem Bogen zur Verbindungsbahn, waren bis zur Inbetriebnahme des neuen Wasserturms im Jahr 1955 in Nutzung und wurden dann abgerissen. Der Triebwagenschuppen wurde 1943 vollständig zerstört.

### Nach dem Zweiten Weltkrieg
Altona hatte schon 1952–1956 bei der Modernisierung des Bws neben dem neuen Wasserturm auch zwei lange Triebwagenhallen mit drei bzw. zwei Hallengleisen errichtet. Ebenfalls 1956 wurde eine große Dieseltankstelle am nördlichen Fuß des Wasserturms eingerichtet; die zugehörigen Tankanlagen wurden im Gleisdreieck der S-Bahn nach Blankenese gebaut. Während diese Treibstofftanks um 1974 abgetragen wurden, besteht im Juni 2018 die Dieseltankstelle in erheblich verkleinerter Form noch. Hier werden insbesondere kurzzeitig abgestellte Züge der Marschbahn versorgt.
1953 zogen die ersten Fernverkehrstriebwagen VT 08.5 ein. Sie kamen ab 1963 im Fährverkehr auf der Vogelfluglinie zum Einsatz. Die Gliederzüge der DB-Baureihe VT 10.5 wurden in Altona beheimatet. 1975 wurden hier die TEE-Triebzüge der Baureihen 601 und 602 zusammengezogen. 1981 verließen sie Altona, weil durch Einführung zweiklassiger Intercity ihre Zeit abgelaufen war.
Für Dampflokomotiven sahen die Umlaufpläne des Bahnbetriebswerks Hamburg-Altona hochwertige Zugbespannungen vor, so fuhren die ab 1962 hier beheimateten 39 Maschinen der Baureihe 03 anfangs noch Bebra und Göttingen an. Mit der 1965 durchgeführten Elektrifizierung der Bahnstrecke Hannover–Hamburg und der Strecke nach Osnabrück kurz darauf verlor der Dampflokeinsatz des Betriebswerks Altona die beiden wichtigsten Strecken nach Süden bzw. Südwesten. Bis 1972 erfolgte noch ein Dampflokeinsatz mit der DR-Baureihe 01.10 vor Schnell- und Eilzügen auf der Marschbahn nach Westerland.

## Stilllegung
Nach der Auflösung des Bahnbetriebswerks Hamburg-Altona am 31. Dezember 1982 übernahm das Bahnbetriebswerk Hamburg-Eidelstedt seine Funktion. Bis 1991 dienten die Anlagen noch zum Abstellen von Lokomotiven.
Bereits im Jahr 1982 musste der Doppelringlokschuppen, 90 Jahre nach seinem Bau, für die Neutrassierung der S-Bahngleise abgerissen werden. Die leerstehenden Triebwagenhallen am südwestlichen Rand des Bahnbetriebswerkes wurden 2015 abgetragen. Der 1954/55 errichtete Bahnwasserturm ist als Industriedenkmal geschützt und bleibt auch nach Abriss der Bahnanlagen erhalten. 15 weitere Gebäude und Anlagen des ehemaligen Bahnbetriebswerks und der östlich benachbarten ehemaligen Ortsgüteranlage vor allem an der parallel verlaufenden Harkortstraße (historischer Name „Rainweg“) sind denkmalgeschützt. Bis 1991 wurden die Abstellgleise der abgerissenen Ringlokschuppen zum Abstellen von Lokomotiven genutzt; danach wurde die Doppeldrehscheibe außer Betrieb genommen. Die Dreh-Bühnen wurden um das Jahr 2000 entfernt, die zugehörigen Dreh-Gruben Anfang 2016 eingeebnet. Die Dieseltankstelle nördlich des Wasserturms ist bis heute (2020) in Betrieb und versorgt die hier auf einer Ausweiche abgestellten Nahverkehrszüge der Marschbahn zur Nordseeküste. Das Gelände ist im Rahmen des Projektes Neue Mitte Altona zur Bebauung mit Wohn- und Kleingewerbebauten vorgesehen, wie sie auf dem Gelände des vormaligen Güterbahnhofs Altona bereits betrieben wurde.